# بيت عامر (عمران)
بيت عامر هي إحدى قرى الجمهورية اليمنية. تتبع جغرافيا لمحافظة عمران وإداريًا لمديرية عيال سريح. يبلغ تعداد سكانها 2030 نسمة حسب الإحصاء الذي أجري عام 2004.